# Radiation Island
Radiation Island est un jeu d'action-aventure et de survie du développeur californien Atypical Games. Il a été initialement publié sur iOS le 29 janvier 2015, puis également publié sur Microsoft Windows le 29 novembre 2016, ainsi que sur Nintendo Switch le 22 février 2018. Le gameplay de Radiation Island comprend des éléments d'exploration, d'artisanat, de combat et de survie.

## Accueil
La version mobile du jeu a reçu des critiques généralement mitigées à positives de la part des critiques, obtenant un score Metacritic de 79/100 basé sur 8 critiques. Il a été félicité pour ses graphismes, son gameplay immersif, ses mécanismes créatifs et le manque d'achats intégrés. Il a été critiqué pour son « inachevé » et son manque de direction,,. La version Nintendo Switch du jeu a reçu de pires critiques en comparaison, avec un score Metacritic de 54/100 basé sur 7 critiques.